# Fanerpolder
De Fanerpolder is een voormalig waterschap in de provincie Groningen.
Het schap lag ten westen van Zuidhorn. De noordgrens was het Niekerkerdiep, de oostgrens was het Hoendiep, de zuidgrens was de Dorpsweg van Enumatil (ook bekend als de N978), de westgrens was de Fanerweg. De polder sloeg uit op het Hoendiep via een molen die op de plek stond van het huidige gemaal.
Waterstaatkundig gezien ligt het gebied sinds 1995 binnen dat van het waterschap Noorderzijlvest.

## Naam
- De polder is genoemd naar de streek (het) Faan, in de betekenis van veen.